# Абья-Палуоя
А́бья-Па́луоя (эст. Abja-Paluoja) — город на юге Эстонии волости Мульги уезда Вильяндимаа.
До административной реформы местных самоуправлений Эстонии 2017 года входил в состав волости Абья и был её административным центром и составной частью (как внутриволостной город, т. е. город без муниципального статуса).

## География
Расположен в 26 километрах к юго-западу от уездного центра — города Вильянди (35 км по шоссе), между побережьем Рижского залива и озером Выртсъярв. Высота над уровнем моря — 59 метров.

## Население
По данным переписи населения 2021 года, в городе проживали 1026 человек, из них 960 (93,7 %) — эстонцы.
Численность населения Абья-Палуоя:
| Год  | 1934 | 1967   | 1976   | 1983   | 1993   | 2000   | 2003   | 2011   | 2021   |
| ---- | ---- | ------ | ------ | ------ | ------ | ------ | ------ | ------ | ------ |
| Чел. | 959  | ↗ 1755 | ↗ 1796 | ↗ 1838 | ↘ 1775 | ↘ 1417 | ↘ 1392 | ↘ 1084 | ↘ 1026 |

## История
Как деревня впервые упоминается в 1504 году.

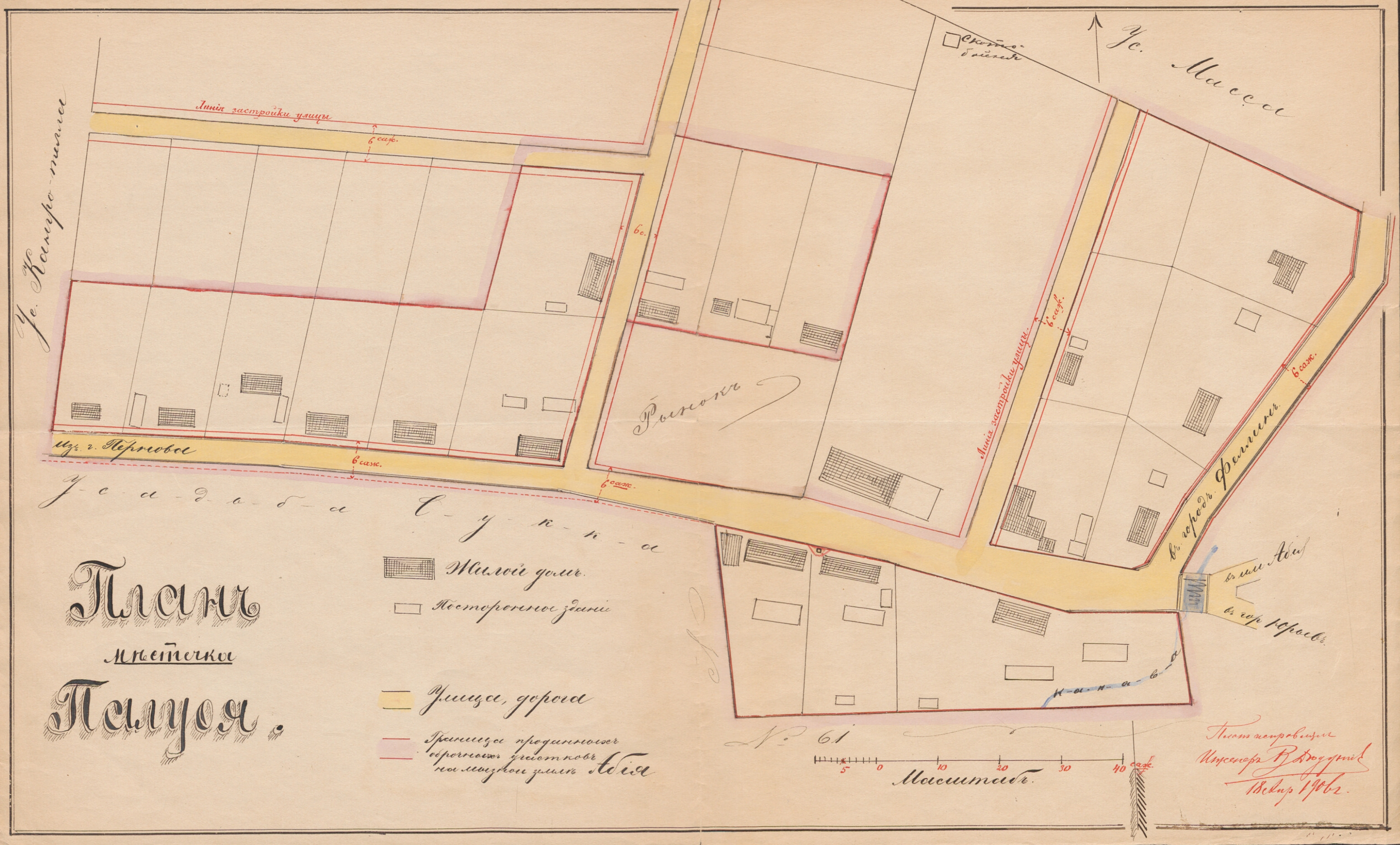
План Палуоя (города Абья-Палуоя), 1906 г.

На атласе Меллина в 1797 году упоминаются деревня Палло и корчма Палло (Pallo).
В 1945 году получил статус посёлка, в 1950—1962 годах был центром Абьяского района. Статус города получил 10 августа 1993 года. В 1998 году объединён с волостью Абья.
Через город проходила узкоколейная железнодорожная линия Вильянди—Мыйзакюла, которая была разобрана в 1973 году. Здание вокзала сохранилось до настоящего времени.
В черте города расположено водохранилище Абья площадью в 3,4 гектара.
17 июня 2020 года город был объявлен Культурной столицей финно-угорского мира на 2021 год. 13 февраля 2021 года состоялось официальное открытие Финно-угорской культурной столицы. На церемонии выступила действующий президент Эстонии Керсти Кальюлайд и бывший президент Тоомас Хендрик Ильвес. Присутствовали также представители марийской, эрзянской и удмуртской диаспор Эстонии.

## Галерея

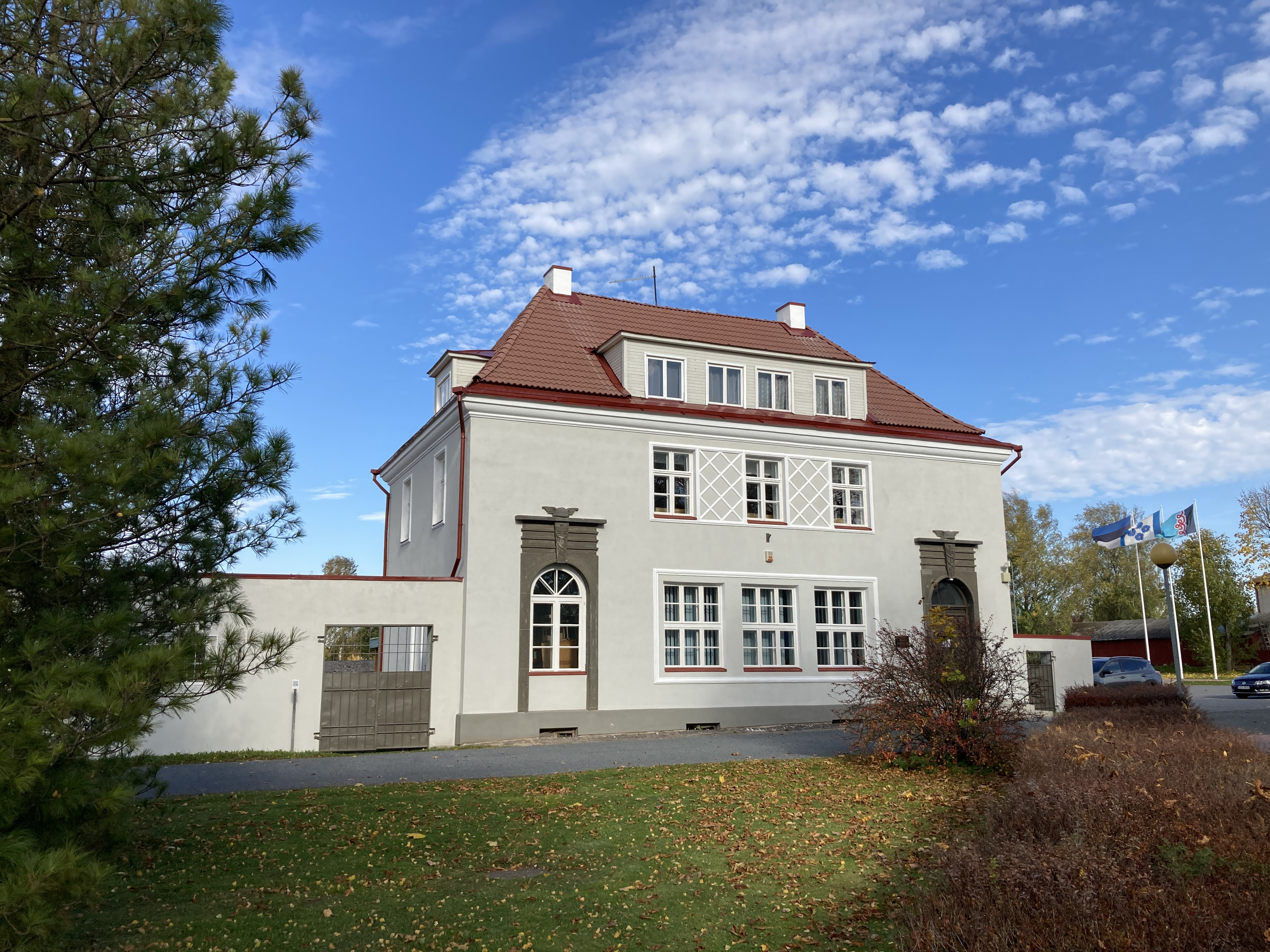
Абьяский музей в реновированном здании банка и почты
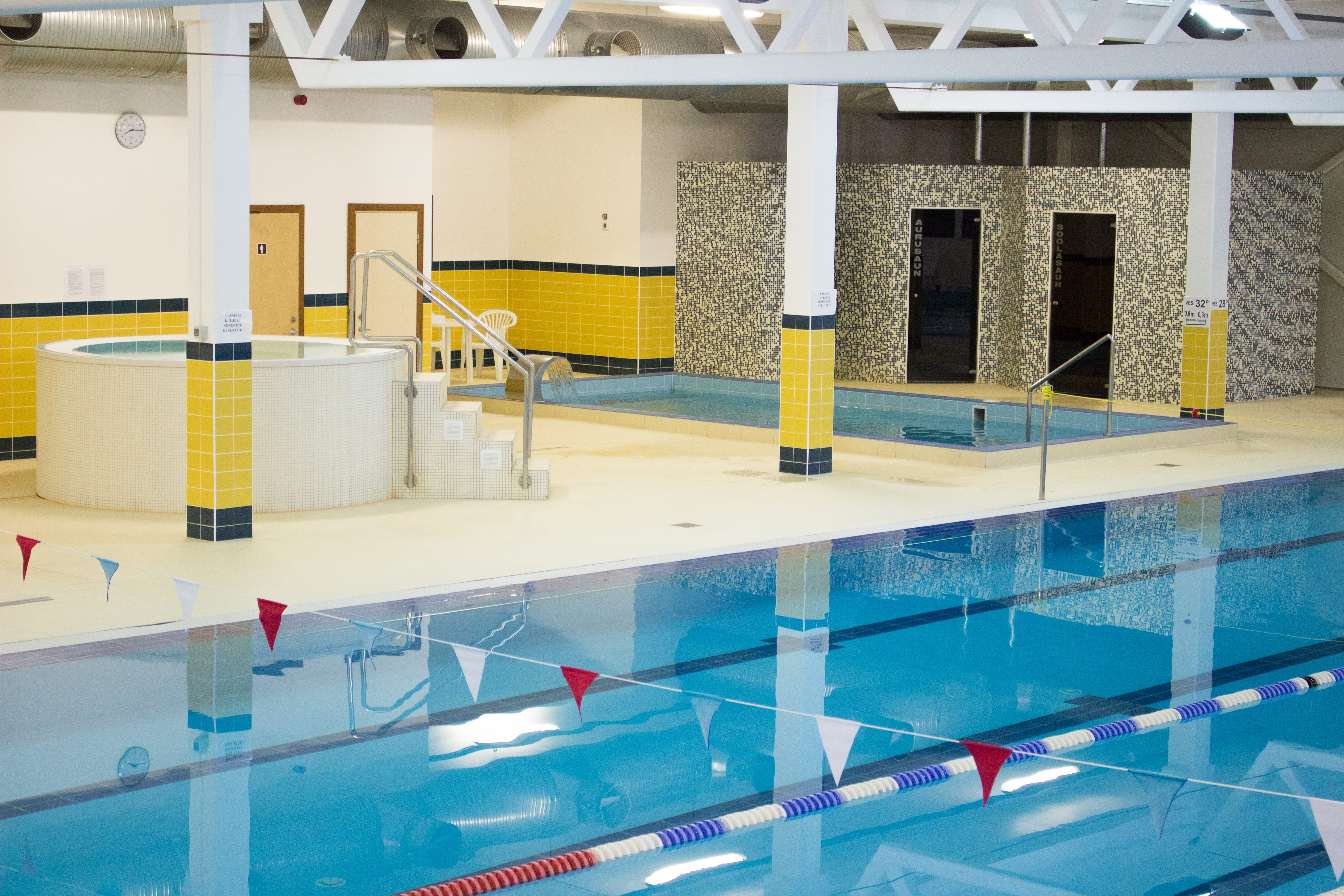
Бассейн в Абьяском спортивном центре
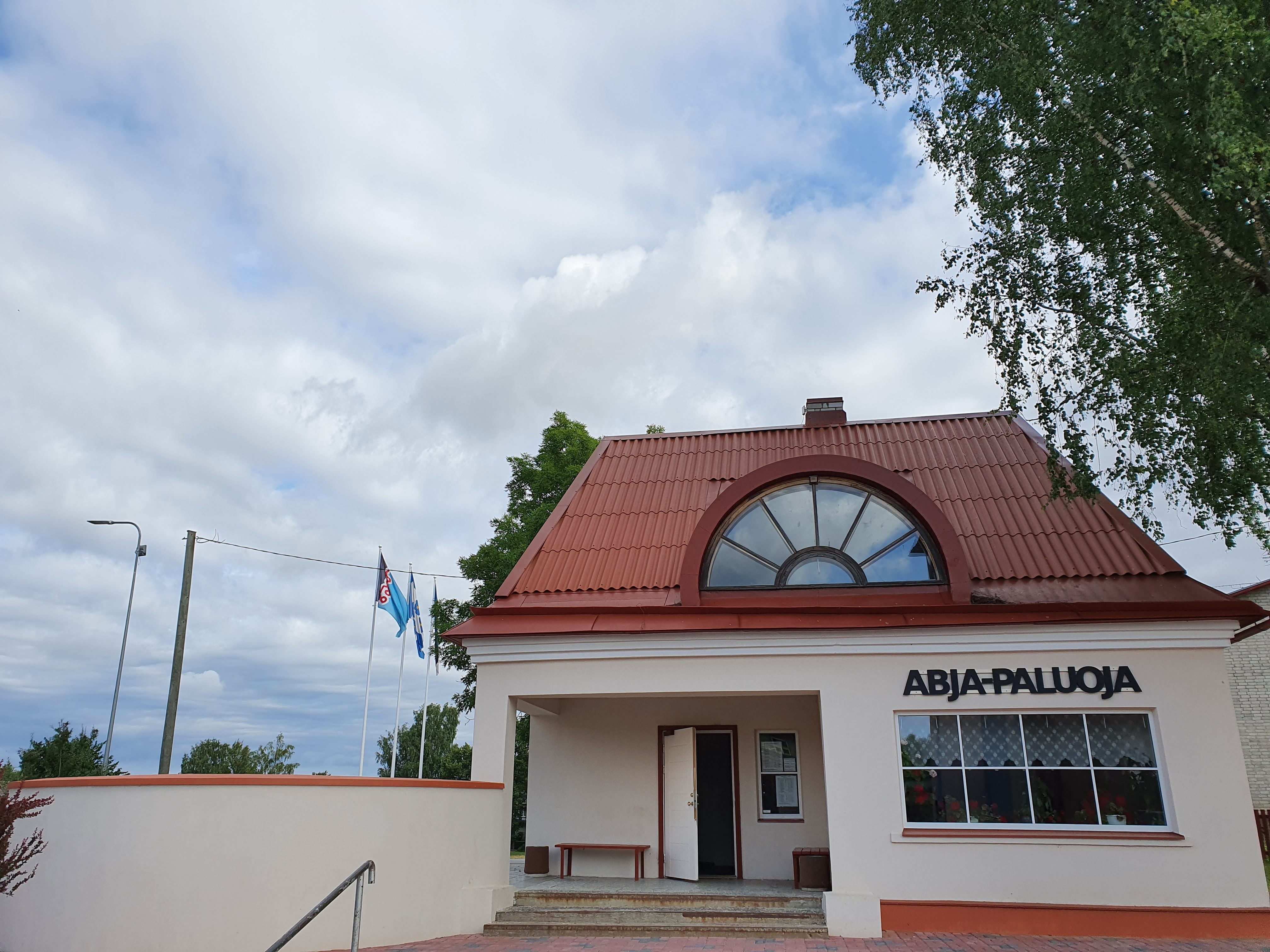
Автобусная станция Абья-Палуоя
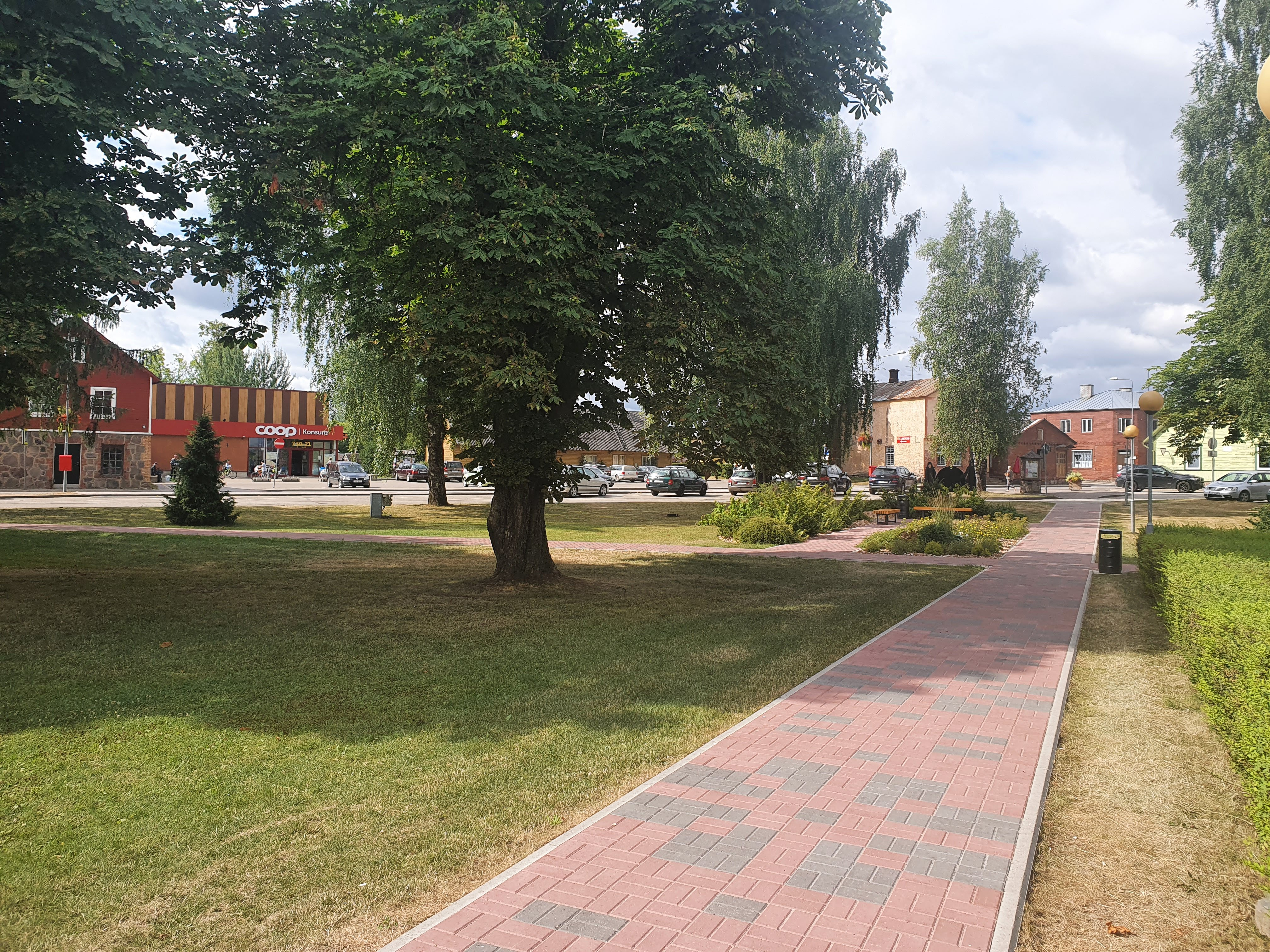
Городской парк
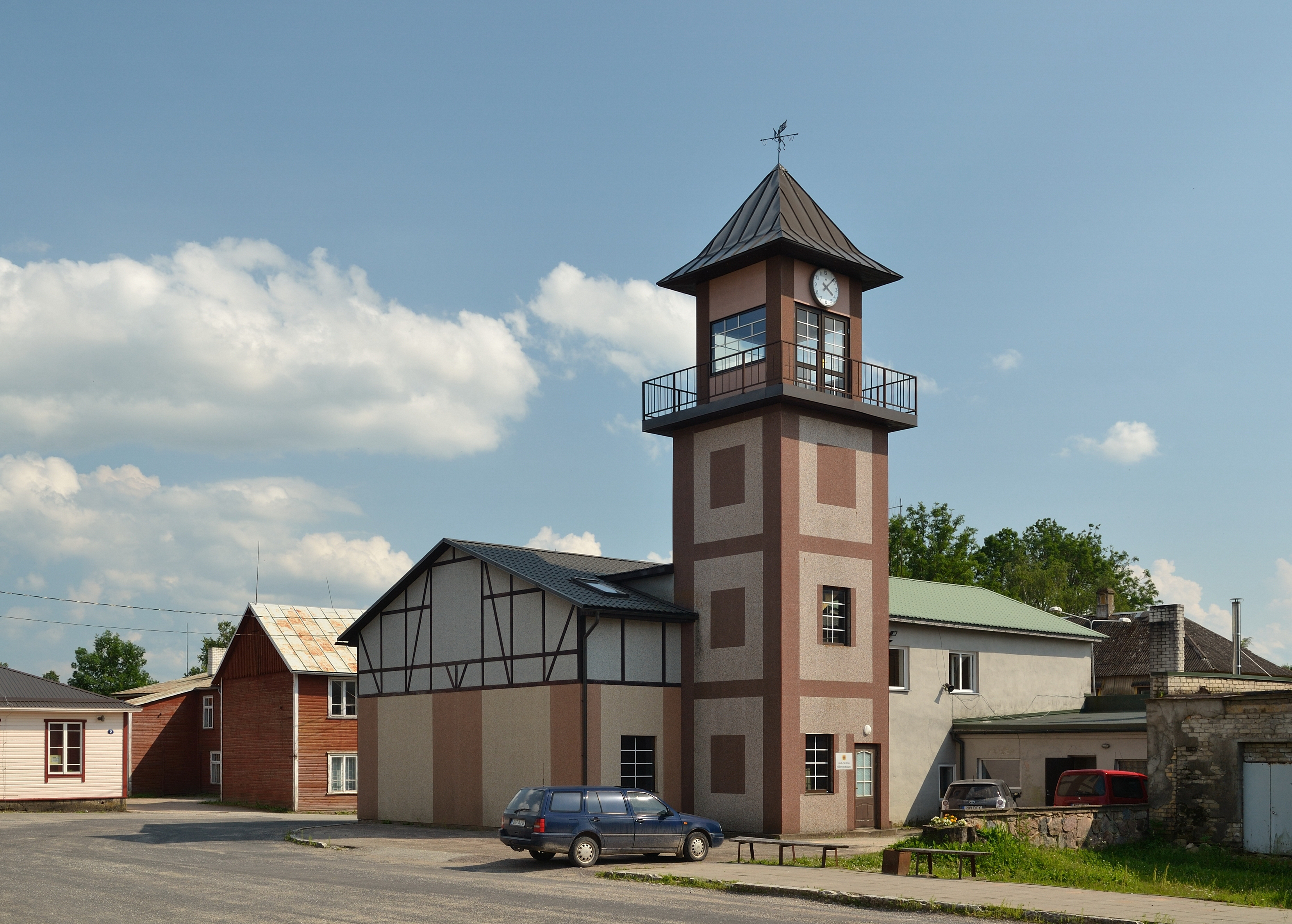
Пожарное депо
Абья-Палуоя — столица финно-угорского мира, 2021 год
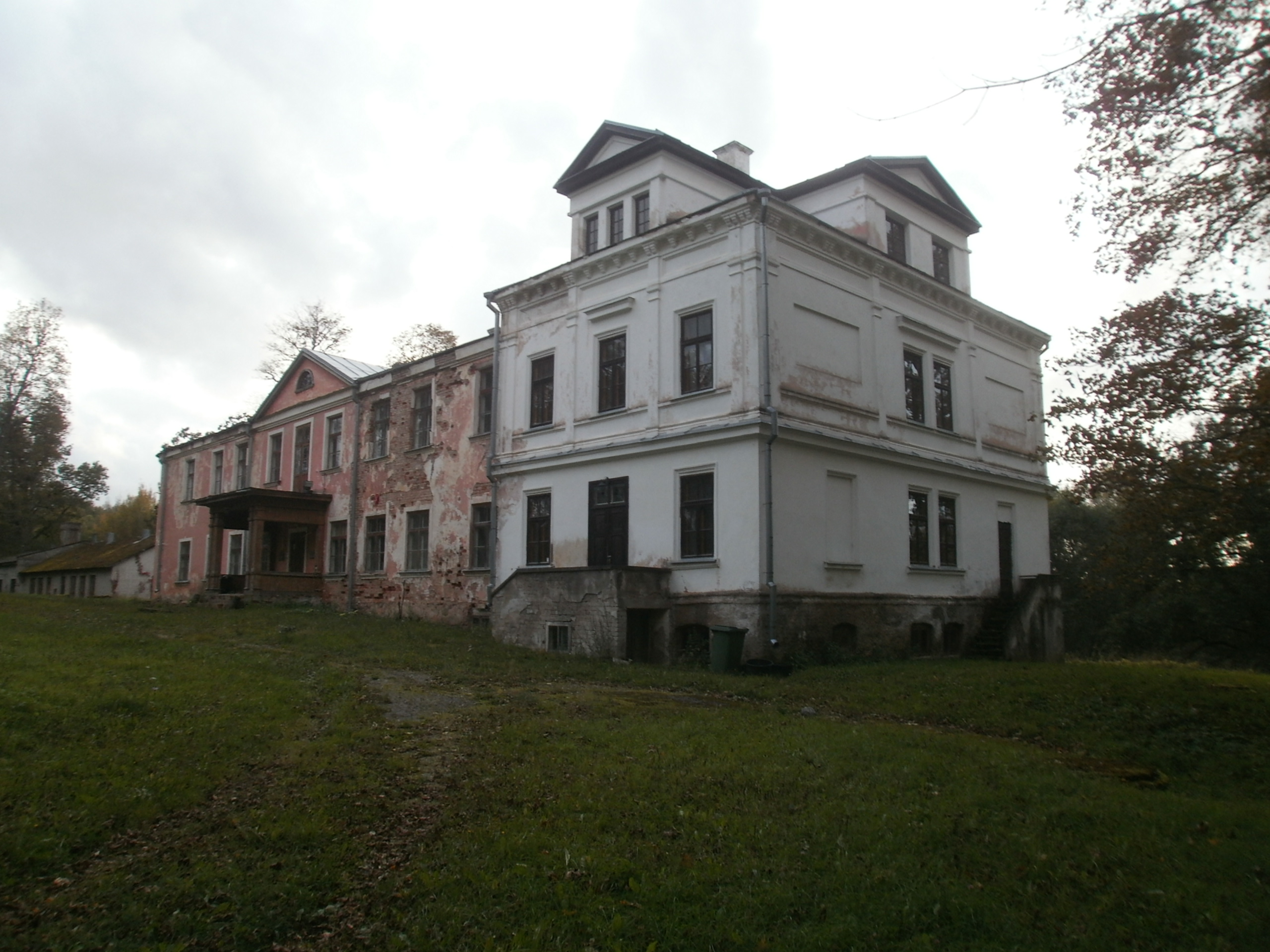
Мыза Абья в 2014 году
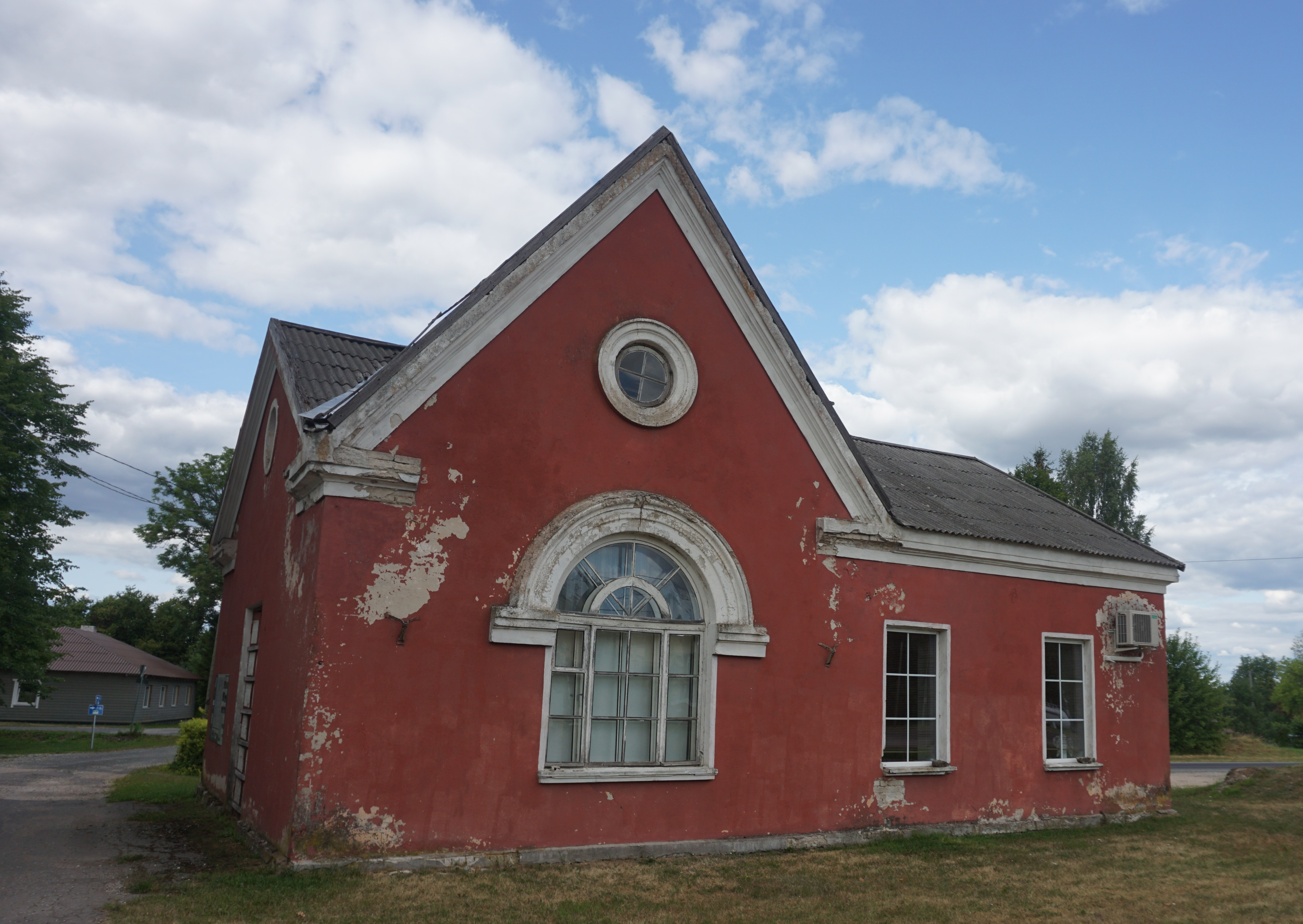
Бывший железнодорожный вокзал